# Antoine Brumel
Antoine Brumel (auch Brummel, Brommel, Brunello; * um 1460 in der Diözese Laon; † nach 1513 in Italien) war ein franko-flämischer Komponist, Sänger und Kleriker der Renaissance.

## Leben und Wirken
Die genaue Herkunft von Antoine Brumel ist unbekannt. Während seine erste Anstellung in Chartres zu der Vermutung führte, er könnte aus dem in jener Diözese gelegenen Dorf Brunelles stammen, deutet eine von Brumel selbst stammende Aussage über sich als clericus Laudunensis auf einen Geburtsort in der Diözese Laon nordöstlich von Paris hin. Auch seine Ausbildung liegt im Dunkeln. Nachdem die Dichter Guillaume Crétin und Jean Molinet in ihren Gedichten auf den Tod von Johannes Ockeghem (1496) mehrere Komponisten wie Josquin Desprez, Pierre de la Rue und auch Brumel aufforderten, um ihren maistre et bon père zu trauern, entstand die Mutmaßung, dass letzterer auch Schüler von Ockeghem gewesen sein könnte; dafür gibt es aber weder Belege noch stilistische Argumente. Brumel hat jedoch mit Sicherheit eine fundierte Ausbildung erhalten, weil die Domherren von Chartres in ihrem Beschluss vom 9. September 1483 Brumel als Offiziumssänger einstellten und ihm wegen seiner Vorbildung (scientiae ipsius) ein höheres Gehalt gewährt haben.
Vermutlich drei Jahre später begab sich Brumel nach Genf, wo er am 4. Oktober 1486 vom Kapitel der Kathedrale Saint-Pierre zum magister innocentium (Meister der Chorknaben) ernannt wurde und mit deren Ausbildung beauftragt war. Von dort knüpfte er Kontakte zum Hof von Savoyen im nahe gelegenen Chambéry und bekam ab Februar 1489 immer wieder Urlaube für Besuche dort. Schließlich wurde er im Juni 1490 in die Hofkapelle von Savoyen aufgenommen, wobei die Regentin von Savoyen, Bianca von Monferrat, in der Ernennungsurkunde von pluribus theoricis practicisque dignitatibus gesprochen hat, was auf Brumels großes Ansehen hindeutet. Brumel war zwei Monate später wieder nach Genf in seine bisherige Position zurückgekehrt. Dort kam es später zu einer Verschlechterung der Beziehung zum Domkapitel. Letzteres monierte Ende April 1492 die Disziplin der Chorknaben, und Brumel beklagte gegenüber dem Kapitel die Rekrutierung unfähiger Günstlinge als Chorknaben. Dies führte schließlich dazu, dass er Genf im August 1492 verließ.
Es ist nicht geklärt, wo sich Brumel in den folgenden fünf Jahren aufhielt. Sicher ist, dass er in dieser Zeit Priester und Kanoniker an der Kathedrale von Laon wurde; es gibt einen Beleg von einem dortigen Aufenthalt im Jahr 1497. Ende 1497 bot ihm das Kapitel von Notre-Dame in Paris das Amt des magister puerorum an, um das er sich früher schon beworben hatte, und er wurde am 5. Januar 1498 in sein Amt eingeführt. Dort war er für Unterhalt, Erziehung und Ausbildung von zehn Chorknaben verantwortlich und wohnte mit ihnen in der Maîtrise (heute Rue Massillon Nr. 8). Er bekam ein Jahresgehalt von etwa 40 livres tournois und zusätzliche Vergütungen für das Singen bei etwa 600 Votiv- und Gedächtnisdiensten. Für einen dieser Anlässe komponierte er das Versikulum Ave Maria. Nachdem das Kapitel zunächst mit Brumel sehr zufrieden war, bekam er am 26. Februar 1498 zusätzliche Mittel für eine Hausgehilfin und einen Sekretär bewilligt. Beim Trauergottesdienst für den verstorbenen König Karl VIII. am 30. April 1498 wirkte er an hervorgehobener Stelle mit. Nach der Rückkehr von einem zweiwöchigen gewährten Urlaub im September 1500 kam es zu größeren Spannungen. Trotz zweieinhalb Jahren Dienst hatte er noch keine Präbende bekommen, und er musste mehrmals ausstehende Geldbeträge einfordern. Nachdem ein von ihm für die Maîtrise vorgeschlagener Sängerknabe abgelehnt worden war, erklärte er am 16. November 1500 seinen Rücktritt, bei dem er trotz Überredungsversuchen der anderen Seite blieb.
Ein halbes Jahr später kehrte er nach Savoyen zurück, wo der inzwischen regierende Herzog Filiberto (Regierungszeit 1497–1504) ihn am 1. Juni 1501 erneut zum Kapellsänger ernannte. Auch diesmal hielt es Brumel nicht lange im Amt; am 1. Juli 1502 schied er endgültig aus der herzoglichen Kapelle. Wenn auch sein darauffolgender Aufenthalt nicht belegt ist – fest steht, dass er sich um diese Zeit auf dem Höhepunkt seiner Bekanntheit befunden hat, wofür insbesondere die Veröffentlichung eines Bandes mit Messen von Brumel durch den Musikverleger Ottaviano dei Petrucci im Jahr 1503 spricht. Diese Ehre wurde nur den berühmtesten Komponisten der damaligen Zeit zuteil. Zuvor schon hatte der Musiktheoretiker Franchinus Gaffurius ihn in seiner Schrift Practica musica (1496) zu den wichtigsten Vertretern eines neuen Musikstils gezählt.
Etwa gegen Ende 1504 begannen die Bemühungen der Familie d’Este in Ferrara, Brumel für die berühmte und hochrangig besetzte Hofkapelle zu gewinnen, insbesondere, nachdem der bisherige Hofkapellmeister Jacob Obrecht im Sommer 1505 verstorben war. Herzog von Sora Sigismondo Cantelmo († 1519), Schwager von Herzog Alfonso d’Este (Regierungszeit 1505–1534) und eventuell bisheriger Dienstherr Brumels, vermittelte Brumels Ruf am 13. Dezember 1505 aus „Leone“ (vermutlich Lyon) nach Ferrara, wo dieser im Frühjahr 1506 das Amt des Kapellmeisters bekam. Der Vertrag auf Lebenszeit beinhaltete eine Pfründe von jährlich 100 Dukaten, ein Jahresgehalt in der gleichen Höhe, die Nutzung eines Hauses in Ferrara und Geld für die Anreise. Wahrscheinlich gehörte Brumel der Hofkapelle bis zu deren Auflösung im Jahr 1510 an und ging anschließend wie die meisten anderen entlassenen Musiker nach Mantua, worauf das Dokument vom 11. Mai 1512 schließen lässt; hier deutet der Inhalt auch darauf hin, dass Brumel zu dieser Zeit mit seinem Tod rechnete. Der Autor Vincenzo Galilei berichtet später, dass sich Brumel zusammen mit anderen franko-flämischen Komponisten im Jahr 1513 zur Krönung von Papst Leo X. nach Rom begeben habe, weil diesem Papst aus der Familie der Medici der Ruf einer großen Musikliebe vorauseilte. So plausibel diese Behauptung ist, so wenig ist sie dokumentarisch belegt.

## Bedeutung
Antoine Brumel war zu Lebzeiten bei seinen Zeitgenossen hoch geschätzt und galt noch im ganzen 16. Jahrhundert zusammen mit Josquin, Jacob Obrecht, Heinrich Isaac und anderen als besonderes musikalisches Vorbild. Auch viele Musiktheoretiker haben immer wieder seine Bedeutung betont, insbesondere der Schweizer Musiktheoretiker Heinrich Glarean, der in seinem Dodekachordon (1547) über Brumel schreibt: „Antonius item Brumel dignus qui inter eximios Symphonetas numeretur, magis tamen diligentia et arte ualuit quam naturae indulgentia“.
Seine Werke zeigen eine große Vielfalt der angewandten Techniken, teilweise mit einer Experimentierfreudigkeit, wie sie für die franko-flämische Musik der 3. Generation charakteristisch war. In vielen Fällen sind seine Kompositionen, zumindest streckenweise, auf klangliche Wirkung angelegt. Brumel benutzt dazu einige typische Mittel, die von seinen Zeitgenossen nicht in diesem Maße verwendet wurden, beispielsweise eine Vorliebe für eine homophone Satzweise und der Einsatz von ostinatoähnlichen Motivwiederholungen. Eine häufig verwendete Methode ist auch die antiphonale Gegenüberstellung von Stimmenpaaren in vierstimmigen Sätzen. Er verzichtet im Allgemeinen auf subtile klangliche und melodische Ausgewogenheit, wie sie in Josquins Werken zu finden ist, sondern er setzt auf eine rhythmisch und melodisch eindringliche Motivik. Brumels Werke zeigen eine souveräne Beherrschung des Kontrapunkts und ein beachtlich ausgeprägtes Verständnis für modale Zusammenhänge. In seinem Gesamtwerk nehmen die geistlichen Kompositionen einen herausragenden Rang ein, während die weltlichen Werke diese Bedeutung nicht erreichen. Diese zeichnen sich jedoch durch Qualität und stilistische Vielfalt aus.

## Werke
- Messen und Messenfragmente
  - Missa „A l’ombre d’ung buissonet“ zu vier Stimmen
  - Missa „Berzerette savoyenne“ zu vier Stimmen
  - Missa „Bon temps“ zu vier Stimmen
  - Missa de beata virgine zu vier Stimmen (wahrscheinlich 1510/12)
  - Missa de dringhs zu vier Stimmen
  - Missa „Descendi in hortum“ zu vier Stimmen
  - Missa dominicalis zu vier Stimmen
  - Missa „Et ecce terrae motus“ zu zwölf Stimmen
  - Missa „Je nay dueul“ zu vier Stimmen
  - Missa „L’homme armé“ zu vier Stimmen
  - Missa „Ut re mi fa sol la“ zu vier Stimmen
  - Missa „Victimae paschali“ zu vier Stimmen
  - Missa sine nomine (I) zu vier Stimmen
  - Missa sine nomine (II) zu vier Stimmen (nur Kyrie vollständig, sonst nur eine Stimme erhalten)
  - Missa pro defunctis zu vier Stimmen
  - Benedictus, fuga ex una zu zwei Stimmen
  - Benedictus zu zwei Stimmen
  - Credo zu vier Stimmen
  - Credo „villayge“ zu vier Stimmen
  - „Pleni sunt caeli“, fuga ex una zu zwei Stimmen
- Motetten, Magnificat- und Lamentations-Vertonungen
  - „Ave, ancilla Trinitatis“ zu drei Stimmen
  - „Ave cujus conceptio“ zu vier Stimmen (wohl nach 1505)
  - „Ave Martia, gratia Dei plena“ zu drei Stimmen (Paris, 1498–1500)
  - „Ave stella matutina“ zu vier Stimmen (wohl nach 1505)
  - „Ave virgo gloriosa“ zu vier Stimmen
  - „Beate es, Maria“ zu vier Stimmen
  - „Conceptus hodiernus Mariae semper virginis“ zu vier Stimmen
  - „Da pacem, Domine“ zu vier Stimmen
  - „Dominus dissipat consilia“ zu zwei Stimmen
  - „Exemplum octo modorum“ zu acht Stimmen (identisch mit „Sicut erat“ aus Magnificat octavi toni, vgl. Zweifelhafte Werke)
  - „Gloria, laus et honor“ zu vier Stimmen
  - „Haec dies quam fecit Dominus“ zu vier Stimmen (Tenor verloren)
  - „Heth. Cogitavit Dominus“ zu vier Stimmen
  - „Languente miseris“ zu fünf Stimmen (Chartres, 1483/86)(Tenor: „Clamor meus“; nur Textincipits)
  - „Lauda Sion Salvatorem“ zu vier Stimmen
  - „Laudate Dominum de caelis“ zu vier Stimmen
  - Magnificat primi toni zu drei Stimmen
  - Magnificat secundi toni zu vier Stimmen
  - Magnificat sexti toni zu vier Stimmen
  - „Mater patris et filia“ zu drei Stimmen
  - „Nativitas unde gaudia“ / „Nativitas tua, Dei genitrix“ zu vier Stimmen (Chartres, 1483/86)
  - „Nato canunt omnia“ zu fünf Stimmen
  - „Noe, noe, noe“ zu vier Stimmen (nur Textincipits; in 1 Manuskript mit Text „Bonus et rectus dominus“)
  - „O crux, ave, spes unica“ zu vier Stimmen
  - „O Domine Jesu Christe“ zu vier Stimmen
  - „Philippe, qui videt me“ zu vier Stimmen (Tenor verloren)
  - „Quae est ista“ zu vier Stimmen (wohl nach 1505)
  - „Regina caeli laetare“ (I) zu vier Stimmen
  - „Regina caeli laetare“ (II) zu vier Stimmen
  - „Rosa novum dans odorem“ zu vier Stimmen
  - „Sicut lilium inter spinas“ zu vier Stimmen
  - „Sub tuum praesidium“ zu vier Stimmen (wohl nach 1505)
  - „Vidi aquam“ zu vier Stimmen
- Chansons
  - „Dieu te gart, bergere“ zu vier Stimmen (Bass verloren)
  - „Du tout plongiet“ / „Fors seulement“ zu vier Stimmen (auch als Instrumentalstück „Fors seulement“)
  - „James que la ne peult estre“ zu vier Stimmen
  - „Le moy de may“ zu vier Stimmen (Bass verloren)
  - „Tous les regretz“ zu vier Stimmen
- Instrumentalmusik
  - „Amours, amours“ zu drei Stimmen
  - „En amours que cognoist“ zu drei Stimmen
  - „Esnu sy que plus porroie“ zu drei Stimmen
  - „Fors seulement“ zu vier Stimmen (identisch mit Chanson „Du tout plongiet“ / „Fors seulement“)
  - „Jamays“ zu drei Stimmen
  - „Je despite tous“ zu drei Stimmen
  - „Pour vostre amour“ zu drei Stimmen
  - „Tandernac“ zu drei Stimmen
  - „Una maistresse“ zu drei Stimmen
  - „Vray dieu d’amour“ zu drei Stimmen (auch mit Incipit „En ung matin“)
- Zweifelhafte Werke (Brumels Autorschaft unsicher)
  - „Ave Maria, gratia plena“ zu vier Stimmen („Jo. Brumes“ in der Überschrift)
  - Credo zu vier Stimmen (nur „Antonius“ entzifferbar)
  - Credo zu vier Stimmen (teilweise Zuschreibung an „Antho: Brumel“)
  - Credo zu vier Stimmen (teilweise Zuschreibung an A. B.)
  - Magnificat octavi toni zu vier Stimmen (nur „Sicut erat“ trägt vermutlich moderne Zuschreibung an „Antoine Brumel“, identisch mit „Exemplum octo modorum“)